# ヘートヴィヒ・ゾフィー・フォン・ブランデンブルク
ヘートヴィヒ・ゾフィー・フォン・ブランデンブルク（Hedwig Sophie von Brandenburg, 1623年7月14日 - 1683年7月26日）は、ドイツのブランデンブルク選帝侯家の公女で、ヘッセン＝カッセル方伯ヴィルヘルム6世の妻。

## 生涯
ブランデンブルク選帝侯ゲオルク・ヴィルヘルムとその妻でプファルツ選帝侯フリードリヒ4世の娘であるエリーザベト・シャルロッテの間の第3子、次女として生まれた。1649年7月9日（または19日）にベルリン近郊のケルン・アン・デア・シュプレーにおいて、ヴィルヘルム6世と結婚した。1663年に夫が死去すると、幼い長男ヴィルヘルム7世の摂政となったが、ヴィルヘルム7世が1670年に夭折すると、引き続き次男のカールの摂政として1677年まで務めた。
ヘートヴィヒは当初、夫の慎重な外交姿勢を継承して中立政策を追求していた。しかしフランスのライン地方への拡大政策によって、ヘッセン＝カッセルは侵略の危機に晒されるようになった。彼女は領邦等族への特別課税により、三十年戦争とヘッセン戦争以来、縮小されていた軍隊の兵員加増を実現させた。また中立を放棄し、1673年に兄のブランデンブルク選帝侯フリードリヒ・ヴィルヘルムと軍事同盟を締結した。同時に、ヘッセン＝カッセルは神聖ローマ皇帝主導の対フランス諸戦争にも自軍の派兵を行うようになった。
息子カールが成人すると、ヘートヴィヒは摂政の地位を降りることを嫌がって抵抗し、母子の間で緊張が起きたが、結局ヘートヴィヒは1677年8月8日に摂政を退任した。

## 子女
夫との間に4男3女の計7人の子女をもうけた。
- シャルロッテ・アマーリエ（1650年 - 1714年） - 1667年、デンマーク王クリスチャン5世と結婚
- ヴィルヘルム7世（1651年 - 1670年） - ヘッセン＝カッセル方伯
- ルイーゼ（1652年）
- カール（1654年 - 1730年） - ヘッセン＝カッセル方伯
- フィリップ（1655年 - 1721年） - ヘッセン＝フィリップスタール方伯
- ゲオルク（1658年 - 1675年）
- エリーザベト・ヘンリエッテ（1661年 - 1683年） - 1679年、プロイセン王フリードリヒ1世と結婚